# 大鐸村
大鐸村（おおぬでそん）は、香川県小豆郡にあった村。
当村が存在していた当時の小豆郡16町村の中で、当村は唯一海に面していない村だった。「鐸」とは銅鐸のことで、小豆島は古くから大野手比売（おおぬでひめ、大鐸姫）と呼ばれていた。また島内にはこの女神を祀る神社がある。

## 歴史
- 1890年2月15日 - 町村制施行に伴い、小豆郡肥土山村、笠ヶ瀧村、黒岩村、小馬越村が合併し、大鐸村が発足。
- 1955年4月1日 - 土庄町・北浦村・四海村・豊島村・大鐸村・淵崎村が合併して改めて土庄町となり、大鐸村は消滅。